# Split Second (1953)
Split Second é um filme estadunidense de 1953, do gênero noir, produzido pela RKO, dirigido por Dick Powell e estrelado por Stephen McNally e Alexis Smith.

## A produção

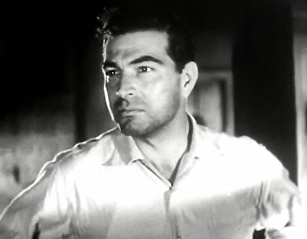
Stephen McNally (Sam Hurley, o assassino número um)

Este foi o único filme rodado na RKO durante a malfadada gestão de um grupo de investidores de Chicago, que tiveram três membros presos por picaretagem, jogatina e associação com a Máfia.
Original mistura de filme noir com bomba atômica, a película marca a estreia na direção do ator Dick Powell, estreia esta que recebeu elogios da crítica.
O roteiro teve a colaboração do escritor Irving Wallace.

## Sinopse

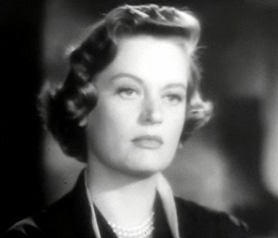
Alexis Smith (Kay Garven, a esposa infiel)

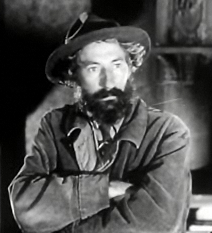
Arthur Hunnicut (o rato do deserto e filósofo Asa Tremaine)

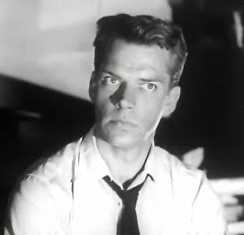
Keith Andes (o jornalista Larry Fleming)

Sam Hurley, Bart Moore e Dummy escapam da prisão e fazem vários reféns, entre eles uma esposa infiel, uma cantora de nightclub, um jornalista e um rato do deserto metido a filósofo. Os bandidos levam todos para uma cidade fantasma, sem saber que ela faz parte de um teste nuclear e será explodida na manhã seguinte. Quando percebem a situação, eles procuram fugir—mas descobrem que estão indo de encontro à bomba, e não na direção contrária!

## Elenco
| Ator/Atriz      | Personagem         |
| --------------- | ------------------ |
| Stephen McNally | Sam Hurley         |
| Alexis Smith    | Kay Garven         |
| Jan Sterling    | Dottie Vale        |
| Keith Andes     | Larry Fleming      |
| Arthur Hunnicut | Asa Tremaine       |
| Paul Kelly      | Bart Moore         |
| Robert Paige    | Arthur Ashton      |
| Richard Egan    | Doutor Neal Garven |
| Frank DeKova    | Dummy              |